# Коле Орцо (Кјети)
Коле Орцо (итал. Colle Orzo) је насеље у Италији у округу Кјети, региону Абруцо.
Према процени из 2011. у насељу је живело 141 становника. Насеље се налази на надморској висини од 261 м.